# تكيف المتعة

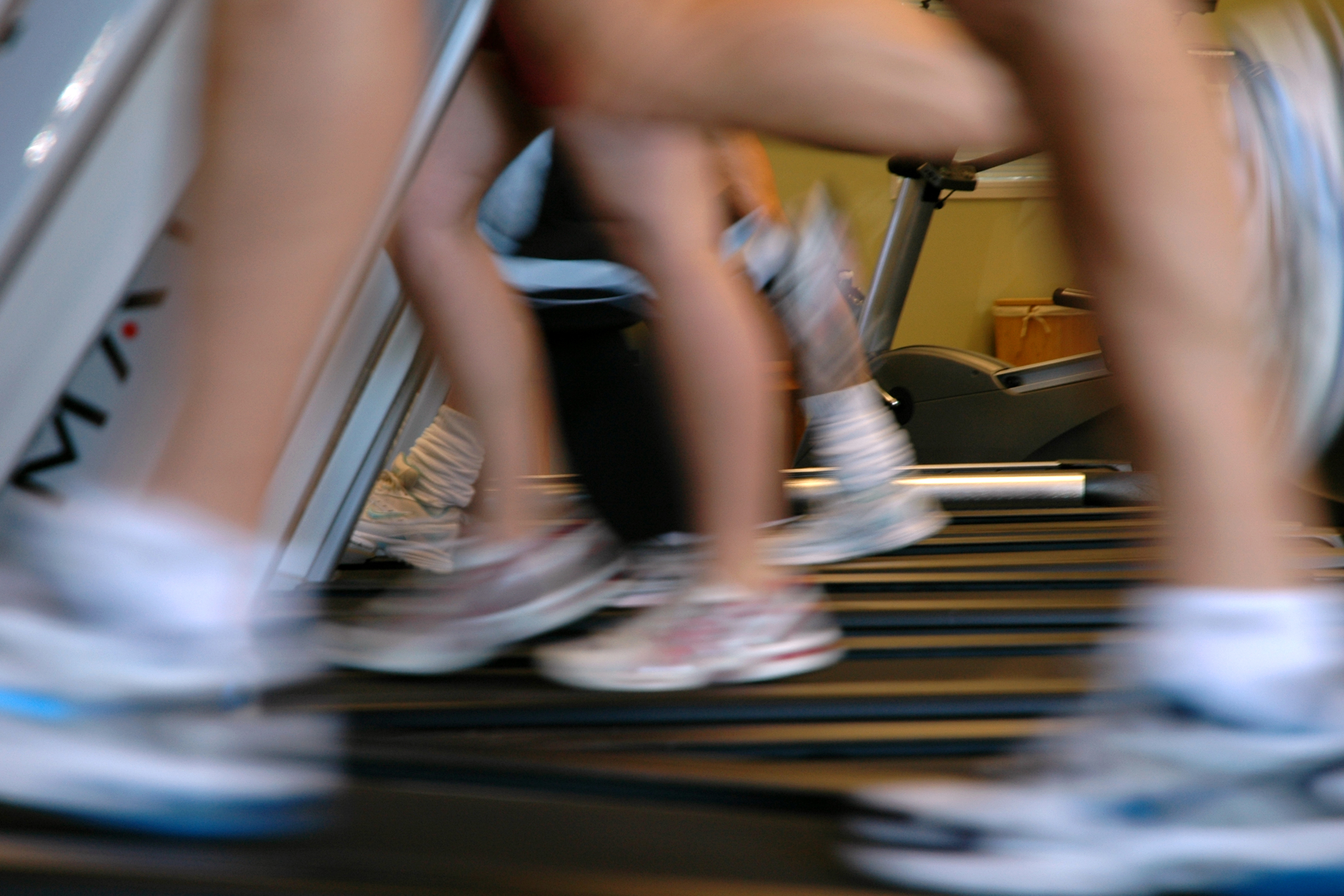

تكيُّف المتعة أو مشّاية اللذة (بالإنجليزية: hedonic adaptation)‏ هو أن يقوم الإنسان بالسعي وراء ھدف معین ولكن مستوى السعادة بعد أن يرتفع مع تحقیق ذلك الھدف يعود إلى مستوياته العادية، لأن الاكتفاء البشري مما يحققه يفقد متعته بعد فترة ونفس الأمر بالضبط مع الأمور السلبیة التي يمر بھا.
وتعني الفرضية، بشكل أكثر وضوحا، أننا نحن البشر نميل إلى العودة شيئا فشيئا إلى مستوى ثابت من درجات السعادة بمرور الزمن بعد الحوادث، سواء كانت حوادث موجبة (الحصول على اليانصيب، ترقية، سيارة جديدة.. إلخ) أو سالبة (فقدان أحدهم، فشل في العلاقات، التعرض لأزمة مالية.. إلخ) في حياتنا، فرغم ما يبدو للوهلة الأولى أنه حدث قد يغير من تلك الدرجات بفارق شاسع للاتجاه الموجب أو السالب، فإننا -مع الوقت- نعود لندور حول ذلك المستوى الثابت من السعادة، أعلى منه قليلا أو أسفل.
ولشرح أسباب هذه الظاهرة، قام كل من كينون شيلدون (Kennon M. Sheldon) وسونجا ليبورميرسكي (Sonja Lyubomirsky)، قبل عدة أعوام، بإخضاع ما يقترب من 500 طالب للدراسة مدة ثلاثة أشهر، ثم وضعا نموذجا يحاول أن يشرح تلك الظاهرة ثم، بالتالي، يحاول كذلك تقديم بعض الحلول لتجاوزها.